# Ophiothrix spongicola
Ophiothrix spongicola är en ormstjärneart som beskrevs av William Stimpson 1855. Ophiothrix spongicola ingår i släktet Ophiothrix och familjen Ophiothrichidae. Inga underarter finns listade i Catalogue of Life.